# La Chapelle-sur-Chézy
La Chapelle-sur-Chézy é uma comuna francesa na região administrativa de Altos da França, no departamento de Aisne. Estende-se por uma área de 7,9 km². Em 2010 a comuna tinha 293 habitantes (densidade: 37,1 hab./km²).